# Marta Baldó
Pour les articles homonymes, voir Baldó.
Marta Baldó Marín (née le 8 avril 1979 à Villajoyosa) est une gymnaste rythmique espagnole.

## Biographie
Marta Baldó remporte aux Jeux olympiques d'été de 1996 à Atlanta la médaille d'or par équipe avec Nuria Cabanillas, Estela Giménez, Lorena Guréndez, Tania Lamarca et Estíbaliz Martínez.

## Palmarès

### Jeux olympiques
- Atlanta 1996
  -  médaille d'or par équipe.

### Championnats du monde
- Paris 1994
  -  médaille d'argent par équipe.
- Budapest 1996
  -  médaille d'argent par équipe.